# Citilink
Citilink is een Indonesische low cost-luchtvaartmaatschappij met als basis Jakarta, Indonesië. Het werd opgericht in 2001 als onderneming van Garuda Indonesia.

## Bestemmingen
India

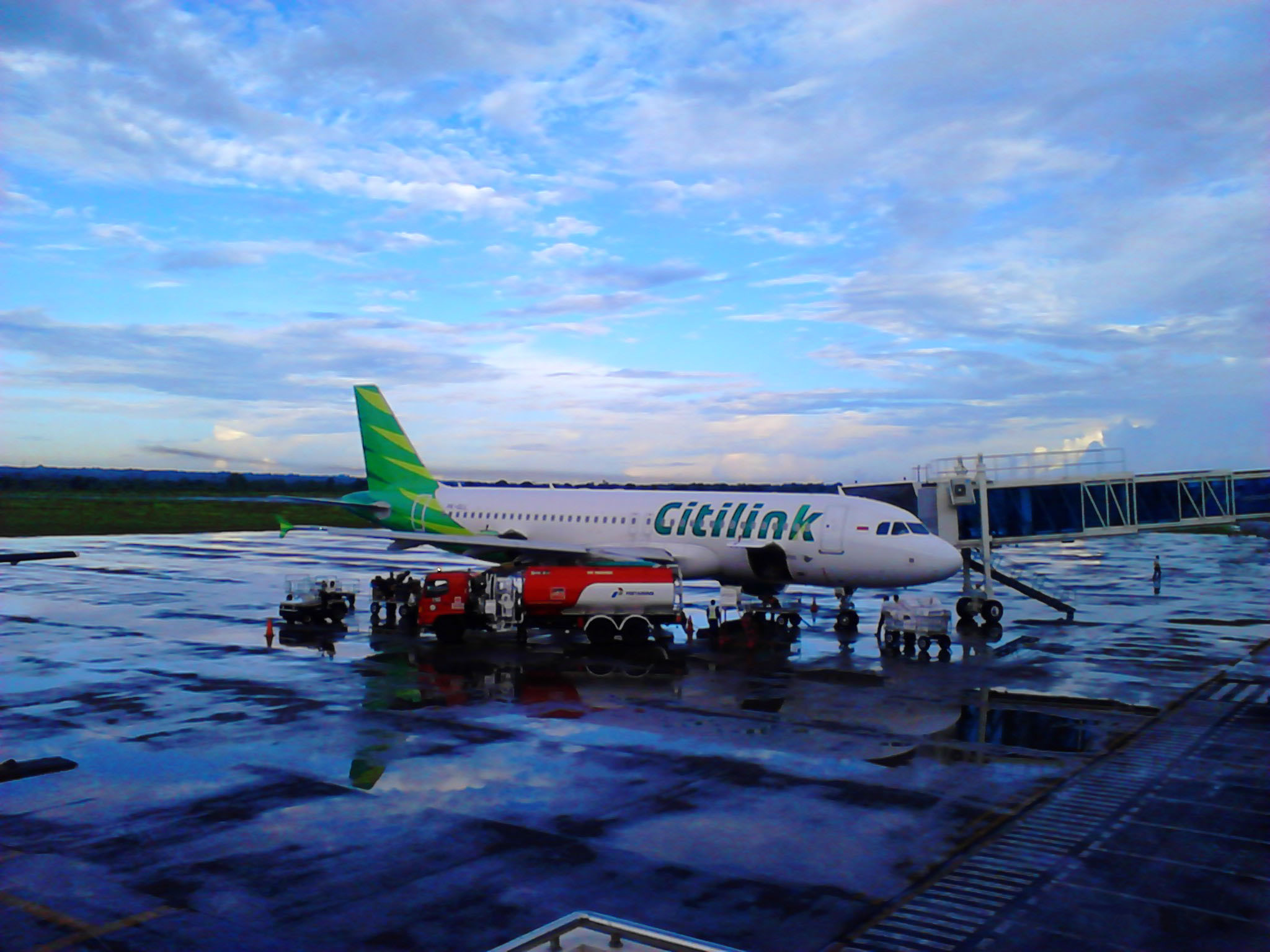
Citilink Airbus A320-200 in Lombok International Airport

- Mumbai (Chhatrapati Shivaji International Airport)[1] (Charter)

Indonesië
- Java en Kleine Sunda-eilanden
  - Bandung (Husein Sastranegara International Airport)
  - Denpasar (Ngurah Rai International Airport)
  - Jakarta (Soekarno-Hatta International Airport)
  - Jakarta (Jakarta-Halim Perdanakusuma)
  - Mataram (Lombok International Airport)
  - Malang (Abdul Rachman Saleh Airport)
  - Semarang (Achmad Yani International Airport)
  - Surabaya (Juanda International Airport)
  - Yogyakarta (Adisucipto International Airport)
  - Solo (Adisumarmo International Airport)
  - Kupang (El Tari Airport)
- Sumatra en Riau-eilanden
  - Batam (Hang Nadim International Airport)
  - Bengkulu (Fatmawati Soekarno Airport)
  - Jambi (Sultan Thaha Airport)
  - Medan (Kuala Namu International Airport)
  - Padang (Minangkabau International Airport)
  - Pangkal Pinang (Depati Amir Airport)
  - Palembang (Sultan Mahmud Badaruddin II Airport)
  - Pekanbaru (Sultan Syarif Kasim II International Airport)
  - Tanjung Pandan (Buluh Tumbang Airport)
- Kalimantan
  - Balikpapan (Sultan Aji Muhamad Sulaiman Airport)
  - Banjarmasin (Syamsudin Noor Airport)
  - Palangkaraya (Tjilik Riwut Airport)
- Sulawesi
  - Makassar (Sultan Hasanuddin International Airport)
  - Manado (Sam Ratulangi International Airport)
- Maluku
  - Ambon (Pattimura Airport)

Saoedi-Arabië
- Jeddah (King Abdulaziz International Airport)[1] (Charter)

## Vloot

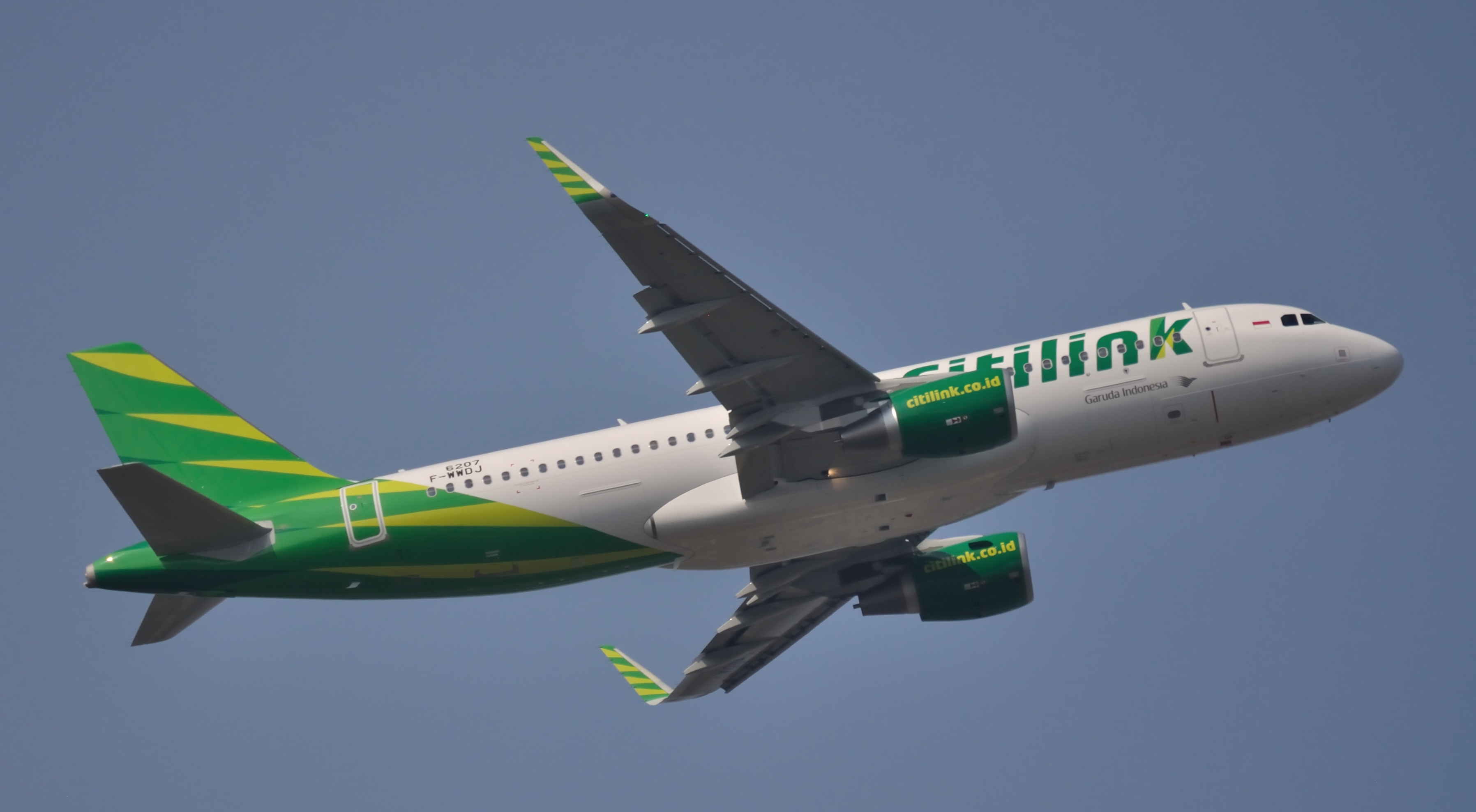
Een van Citilink's nieuwste A320 met sharklets

| Aircraft        | Totaal | Orders | Passagiers | Opmerkingen                   |
| --------------- | ------ | ------ | ---------- | ----------------------------- |
| Airbus A320neo  | 4      | 31     | 180        | Alle orders direct van Airbus |
| Airbus A320-200 | 45     | 5      | 180        |                               |
| Total           | 49     | 36     |            |                               |